# MTR Corporation
MTR Corporation Ltd. (MTRC) (chinesisch 香港鐵路有限公司 / 香港铁路有限公司, Pinyin Xiānggǎng Tiělù Yǒuxiàn Gōngsī, Jyutping Hoeng1gong2 Tit3lou6 Jau4haan6 Gung1si1) ist ein chinesisches Unternehmen mit Firmensitz in Hongkong, 1975 zum Betrieb der U-Bahn Hongkong gegründet. Das Unternehmen ist im Aktienindex Hang Seng Index gelistet und wird nach einer Teilprivatisierung im Jahr 2000 zu 75,09 % von der Verwaltungsbehörde der Sonderverwaltungszone gehalten. MTR ist ebenfalls im Ausland im Bereich des Betriebs und der Wartung von Nahverkehrs- und Eisenbahninfrastrukturen aktiv.

## Aktivitäten
Folgende Linien im Eisenbahn- und U-Bahn-Verkehr werden von MTR betrieben:
- Australien: Regionalzüge rund um Melbourne (seit 2009)
- Volksrepublik China: U-Bahn Hongkong (seit 1979)
- Volksrepublik China: Linien 4 und 14 der U-Bahn Peking (seit 2009 und 2013)
- Volksrepublik China: Linie 4 der U-Bahn Shenzhen (seit 2004)
- Volksrepublik China: Linie 1 der Hangzhou Metro (seit 2012)
- Macau: Macau LRT (ab 2019)[6]
- Schweden: U-Bahn Stockholm (2009–2025)
- Vereinigtes Königreich: Elizabeth Line (2015–2022 Vorlaufbetrieb unter dem Namen TfL Rail)

## Frühere Aktivitäten
- Vereinigtes Königreich: London Overground (2007 bis November 2016 im Rahmen eines Konsortiums mit Deutsche Bahn Arriva)[1]
- Schweden: MTR Express Stockholm – Göteborg (seit März 2015, eigenwirtschaftliche Eisenbahnverbindung, im Mai 2024 an VR-Group verkauft)[7]
- Schweden: Stockholms pendeltåg (ab Dezember 2016, vorzeitig gekündigt zum März 2024)[8]
- Schweden: Mälardalstrafik (ab Dezember 2021, vorzeitig gekündigt zum Juni 2024)

MTR gehört zu den Unternehmen, die im Juli 2013 einen Antrag zur Teilnahme am Vergabeverfahren des Verkehrsverbund Berlin-Brandenburg für das Teilnetz Ring der S-Bahn Berlin gestellt haben. Presseberichten zufolge hat sich MTR jedoch Anfang 2014 vorzeitig aus dem Verfahren zurückgezogen.